# Charles A. Marshall
Pour les articles homonymes, voir Marshall.
Charles A. Marshall, né le 21 juillet 1898 à Los Angeles et mort le 8 janvier 1985  à Apple Valley, est un directeur de la photographie américain. Il est un pionnier de la photographie aérienne.

## Filmographie partielle
- 1932 : Sky Bride de Stephen Roberts
- 1932 : Gold d'Otto Brower
- 1933 : Vol de nuit de Clarence Brown
- 1938 : Les Hommes volants (Men with Wings) de William A. Wellman
- 1943 : Air Force de Howard Hawks